# Mampong (Ashanti Region)
Mampong ist eine Stadt in der Ashanti Region als Hauptstadt des Sekyere West District in Ghana und leicht zu verwechseln mit Mampong in Akwapim. Daher wird für Mampong in Ashanti der Zusatz Ash. verwendet. 

## Geografie
Mampong liegt etwa 50 km nördlich von Kumasi am nördlichen Ende des Mampong-Hochlands. In der Nähe liegen das Boumfoum-Wildtierreservat im Westen und das Kogyae-Reservat im Nordwesten von Mampong. Die Stadt liegt an der großen Ausfallstraße, die von Kumasi nach Norden führt und in Yeji endet. Die Straße zwischen Mampong und Kumasi ist gut ausgebaut und asphaltiert, so dass die 50 km in einer Dreiviertelstunde bewältigt werden können. Bei der Schaffung des Volta-Sees wurde hingegen die Verbindung zwischen Mampong und Tamale zunächst unterbrochen, und Mampong hat an Bedeutung als Handelsstadt verloren.

## Bevölkerung
Mit Stand 2022 leben 42.037 Menschen in Mampong. Hauptsächlich sind diese als Plantagenbauern beschäftigt, da hier ein Schwerpunkt auf dem Kakao-, Kaffee- und Tabakanbau liegt.

## Kultur
Mampong ist neben Kumasi die zweitwichtigste Residenz der traditionellen Könige der Aschanti. Historisch gesehen hatte Mampong daher eine bedeutende Rolle inne. Auf dem Weg von Kumasi nach Mampong entlang der Mampong Road liegen viele der Bedeutenden Orte der Aschanti-Kultur, wie Zentren der Kente-Kunst, Adinkra-Druckkunst und Webereien (Beispiele: Pankronu, Ahwiaa, Ntonso).

## Wirtschaft
Tetteh Quarshie brachte 1879 die ersten Kakaosamen nach Ghana und damit erstmals den Kakaoanbau auf das afrikanische Festland. In dem Ort Mampong baute er erstmals auf dem afrikanischen Festland erfolgreich Kakaopflanzen an und durchbrach so das portugiesische und spanische Monopol. Noch heute ist seine Plantage und sein Haus in der Nähe des Ortes zu besichtigen.

## Religion
Seit 1995 ist Mampong Sitz des römisch-katholischen Bistums Konongo-Mampong.

## Personen
- Akwasi Afrifa (1936–1979), ghanaischer Staatschef von 1969 bis 1970
- Nana Boahen Anantuo, Stammeshäuptling der Aschanti aus dem Aschanti-Krieg gegen Denkyira
- Gerald Asamoah (* 1978), Fußballprofi beim FC Schalke 04, ehemaliger deutscher Fußballnationalspieler
- Yaa Gyasi (* 1989), US-amerikanische Schriftstellerin
- J. H. Kwabena Nketia (1921–2019), Musikethnologe und Komponist